# Cambra (Sugambrer)
Cambra ist eine legendäre Figur aus dem 4. Jahrhundert v. Chr. in der fiktiven Geschichte der Franken von Johannes Trithemius (1462–1516). Mit ihr wird eine Origo-gentis-Erzählung für den Stamm der Sugambrer geschaffen, der den Stamm mit der verstärkenden legitimatorischen Funktion einer sogar doppelten trojanischen Abstammung versah.

## Geschichte
Das Compendium sive breviarium primi voluminis chronicarum sive annalium de origine regum et gentis Francorum wurde von Trithemius um 1514 geschaffen. Die Abstammungsgeschichte wurde von anderen Schreibern des 16. und 17. Jahrhunderts übernommen, so von John Bale in Illustrium Maioris Britanniae Scriptorum ... Summarium (1548, f.10v–11r), Humphrey Llwyd in The Breuiary of Britayne (Übersetzung aus dem Walisischen von Thomas Twyne, 1573, f.53) und John Lewis The history of Great-Britain... (um 1600).
Cambra ist in nach den verschiedenen Versionen der Geschichte die Tochter von Belinus, dem König von Britannien, dessen Bevölkerung über Brutus von Britannien von den Trojanern abstammt. Sie wird die Frau von Antenor, dem 410–380 v. Chr. regierenden König der Cimbri (Kimbern), der ein Sohn des Marcomir und der Enkel des aus Troja stammenden, gleichnamigen Antenor ist. Cambria war die schönste, vor allem aber die vernünftigste und weiseste der Frauen im Reich. Sie brachte die Zivilisation in den Stamm: sie lehrte Städte und Burgen zu bauen, Tuch und Kleidung aus dem Anbau von Flachs und Hanf herzustellen und gute Manieren. Sie gab dem Volk Gesetze, war Richterin und Priesterin der Diana. Aufgrund ihrer Weisheit sagt man zu jedem der tatsächlich weise spricht oder dem man spottend sagen will, dass er sich anmaßt weise sprechen, er spräche „wie Cambra“. Aus diesem Sy Camber wird mit der Zeit ein Wort und der Name der Sciambri (Sugambrer) aus denen später die Franken werden.
Cambra und Antenor haben einen Sohn Priamus. Cambra stirbt 371 v. Chr.

## Moderne Rezeption
Judy Chicago widmete ihr eine Inschrift auf den dreieckigen Bodenfliesen des Heritage Floor ihrer 1974 bis 1979 entstandenen Installation The Dinner Party. Die mit dem Namen Cambra beschrifteten Porzellanfliesen sind dem Platz mit dem Gedeck für Brigida von Kildare zugeordnet.